# Thiou (département)
Pour les articles homonymes, voir Thiou (homonymie).
Ne doit pas être confondu avec Thyou (département).

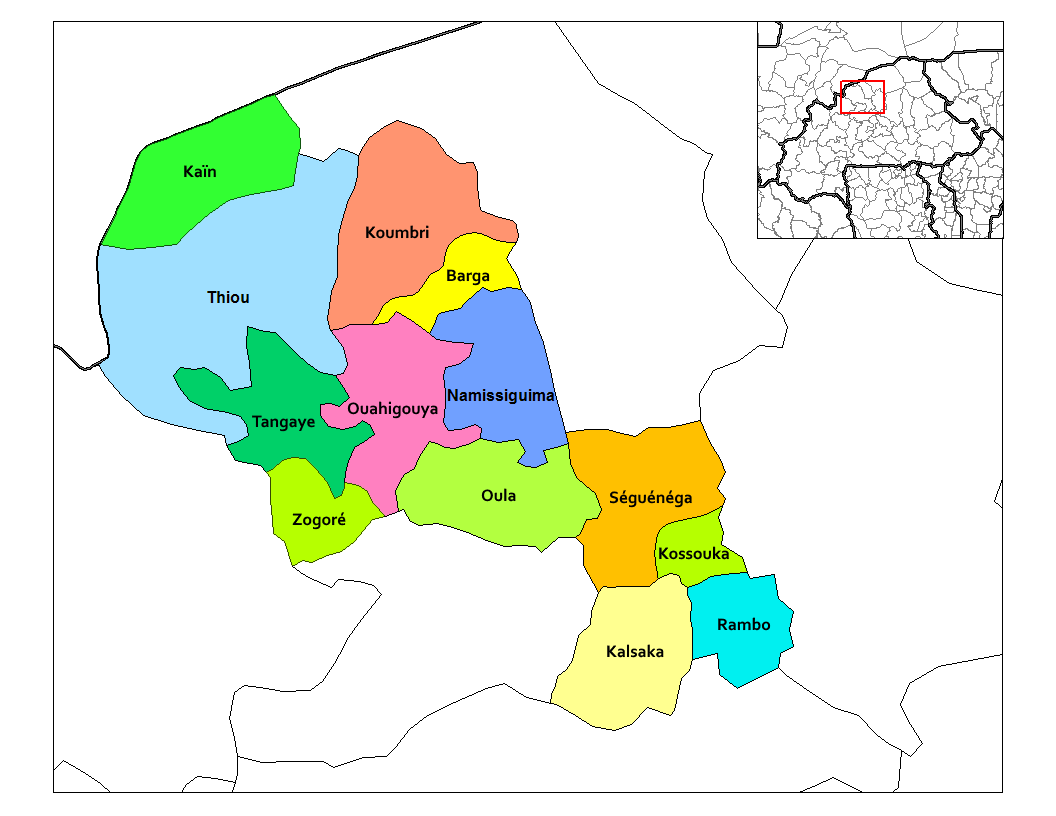
Localisation des départements de la province du Yatenga.

Thiou est un département et une commune rurale de la province du Yatenga, situé dans la région du Nord au Burkina Faso, à proximité de la frontière avec le Mali. 
Lors du recensement de 2006, on y a comptabilisé 48 296 habitants.

## Villes
Le département se compose d'un village chef-lieu :
- Thiou

et de 31 autres villages :
- Arbété
- Bango
- Bani
- Birgondogo
- Boukéré
- Bouli
- Bouro
- Dénéan
- Dissa
- Gardéré
- Gonna
- Goussirdou
- Ingaré
- Kalo
- Kessombodé
- Lobéré
- Nimbou
- Nodin
- Ouagara
- Pella
- Péténagué
- Ramanépanga
- Sambabouli
- Samny
- Sanga
- Sénokayel
- Sim
- Tallé
- Tangari
- Thimguem
- Yansa